# Timo Nummelin

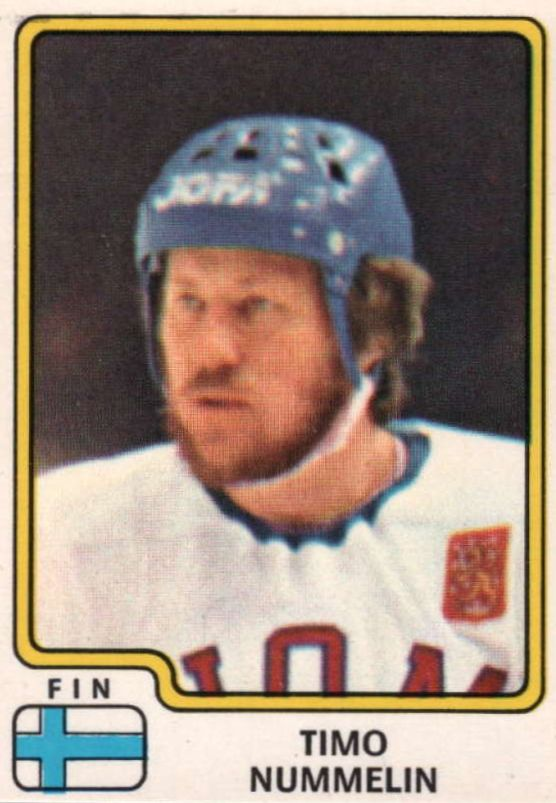
Timo Nummelin, 1979

Timo Nummelin (Turku, 7 de setembro de 1948) é um futebolista finlandês.